# Oltyně
Oltyně (německy Woltin) je vesnice, část obce Opařany v okrese Tábor v Jihočeském kraji. Leží dvanáct kilometrů západně od Tábora na rozbočení silnic I/19 (vede dále směr Milevsko) a I/29 (směr Písek). V roce 2011 zde trvale žilo 74 obyvatel. Oltyňským rybníkem při severozápadním okraji vsi protéká Oltyňský potok.

## Název
Název vsi je odvozen od osobního jména Olt.

## Historie
První písemná zmínka o vesnici pochází z roku 1378.  Oltyně patřívala v dávné minulosti k hradu Příběnice. V polovině šestnáctého století se osada uvádí v seznamu bechyňského majetku. V roce 1551 Oltyni koupil Jindřich Hozlauer z Hozlaua, v roce 1560 zde jeho syn Kryštof nechal postavit tvrz. Poslední zmínka o tvrzi pochází z roku 1790. Oltyňský statek koupil roku 1635 Jan Kryštof Neychyger z Oberneychynku a spojil ho se stádleckým majetkem. V roce 1859 se statek osamostatnil, když byl oddělen od stádleckého majetku. Majitel panství Josef Fellner z Feldeggu zde nechal postavit novorenesanční zámek.

## Obyvatelstvo
| Rok            | 1869 | 1880 | 1890 | 1900 | 1910 | 1921 | 1930 | 1950 | 1961 | 1970 | 1980 | 1991 | 2001 | 2011 | 2021 |
| -------------- | ---- | ---- | ---- | ---- | ---- | ---- | ---- | ---- | ---- | ---- | ---- | ---- | ---- | ---- | ---- |
| Počet obyvatel | 272  | 265  | 263  | 220  | 181  | 213  | 220  | 181  | 135  | 110  | 80   | 69   | 72   | 74   | 72   |
| Počet domů     | 30   | 30   | 35   | 37   | 37   | 37   | 38   | 41   | 40   | 35   | 30   | 28   | 40   | 35   | 39   |

## Obecní správa
Při sčítání lidu v letech 1850–1879 Oltyně byla osadou obce Řepeč v okrese Tábor. V letech 1880–1960 byla samostatnou obcí v okrese Tábor. V letech 1961–1980 byla znovu částí obce Řepeč v okrese Tábor. Od 1. července 1980 je částí obce Opařany v okrese Tábor. Poté se Řepeč opět osamostatnila, ale Oltyně již zůstala součástí Opařan.

## Pamětihodnosti

### Zámek
Zámek Oltyně je novorenesanční zámek, umístěný v anglickém parku a lese s bujnou vegetací. Atmosféru zámeckého panství utvářejí mohutné stromy, některé až 300 let staré. Původní obdélníková budova byla z části dřevěná, později bylo přistavěno pravé křídlo. Sňatkem Anny Fellner z Feldeggu s Janem Křižíkem (synem vynálezce Ing. Františka Křižíka) přešel zámek do držení rodu Křižíků.
V třicátých let 20. století byla v zámku škola – anglická dívčí kolej; v březnu roku 1953 zde byla otevřena Léčebna TBC a respiračních nemocí, později Léčebna dlouhodobě nemocných. V roce 2000 se (v rámci restitucí) stal majitelem zámku prapravnuk Františka Křižíka, Čechoameričan Jiří Barta. V roce 2006 ho prodal Haně Herčíkové, která ho zrekonstruovala. V roce 2016 ho v dražbě zakoupil podnikatel Jan Barta s manželkou, syn Jiřího Barty.

## Rodáci
- František Peterka (1920–2007), český akademický malíř, grafik, ilustrátor, člen Sdružení Hollar

## Galerie

Oltyně
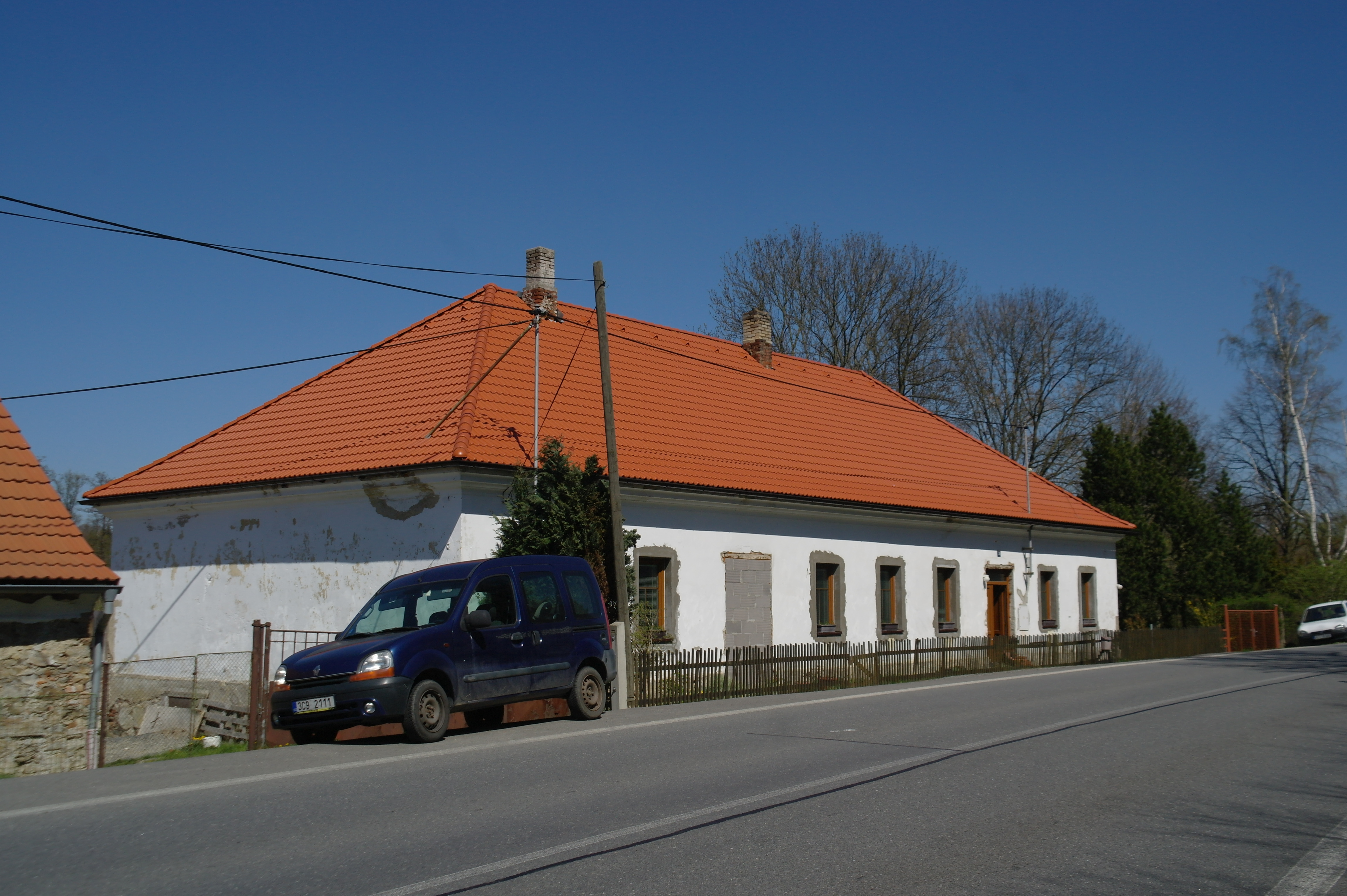
Dům čp. 33
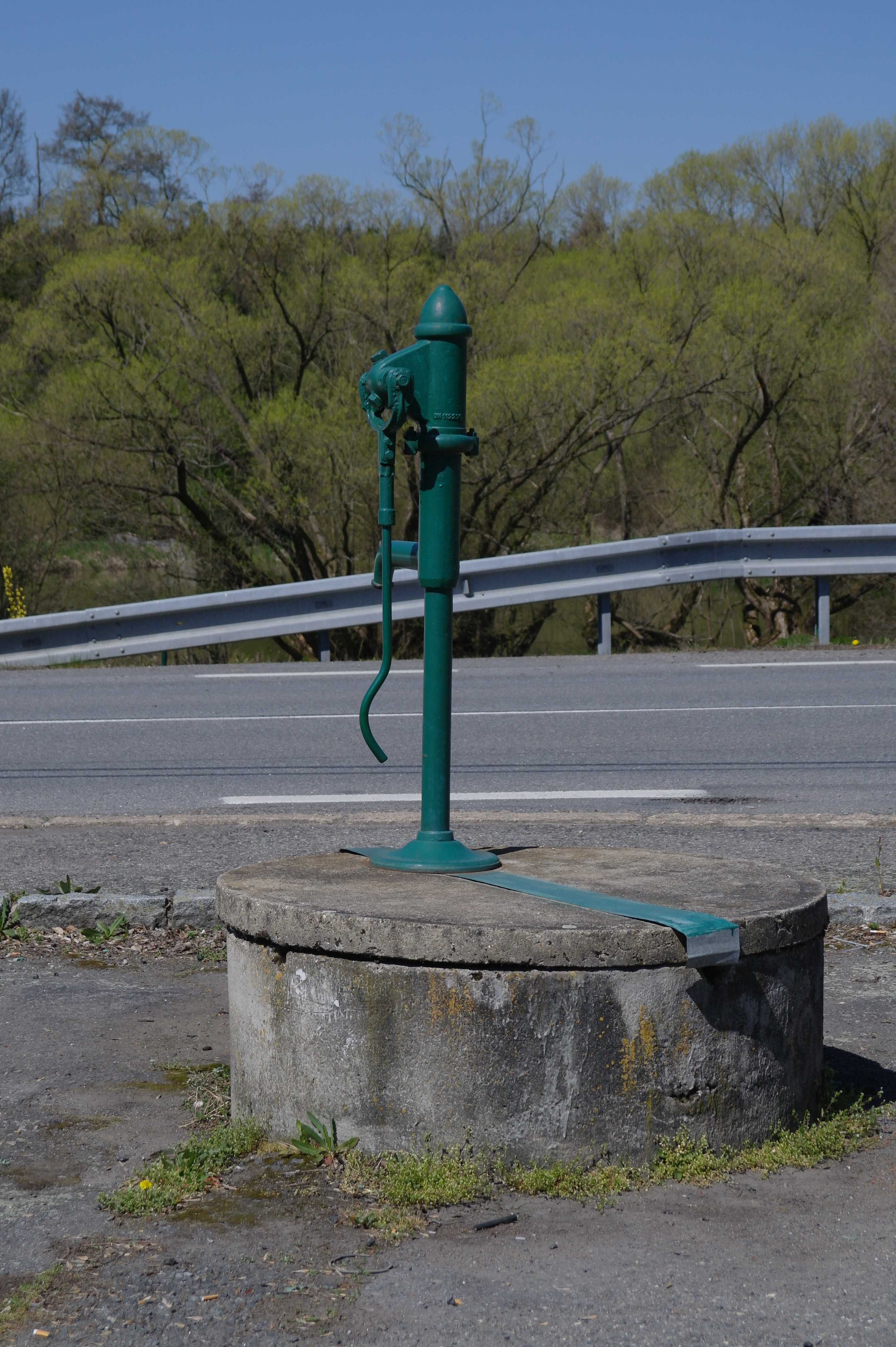
Pumpa
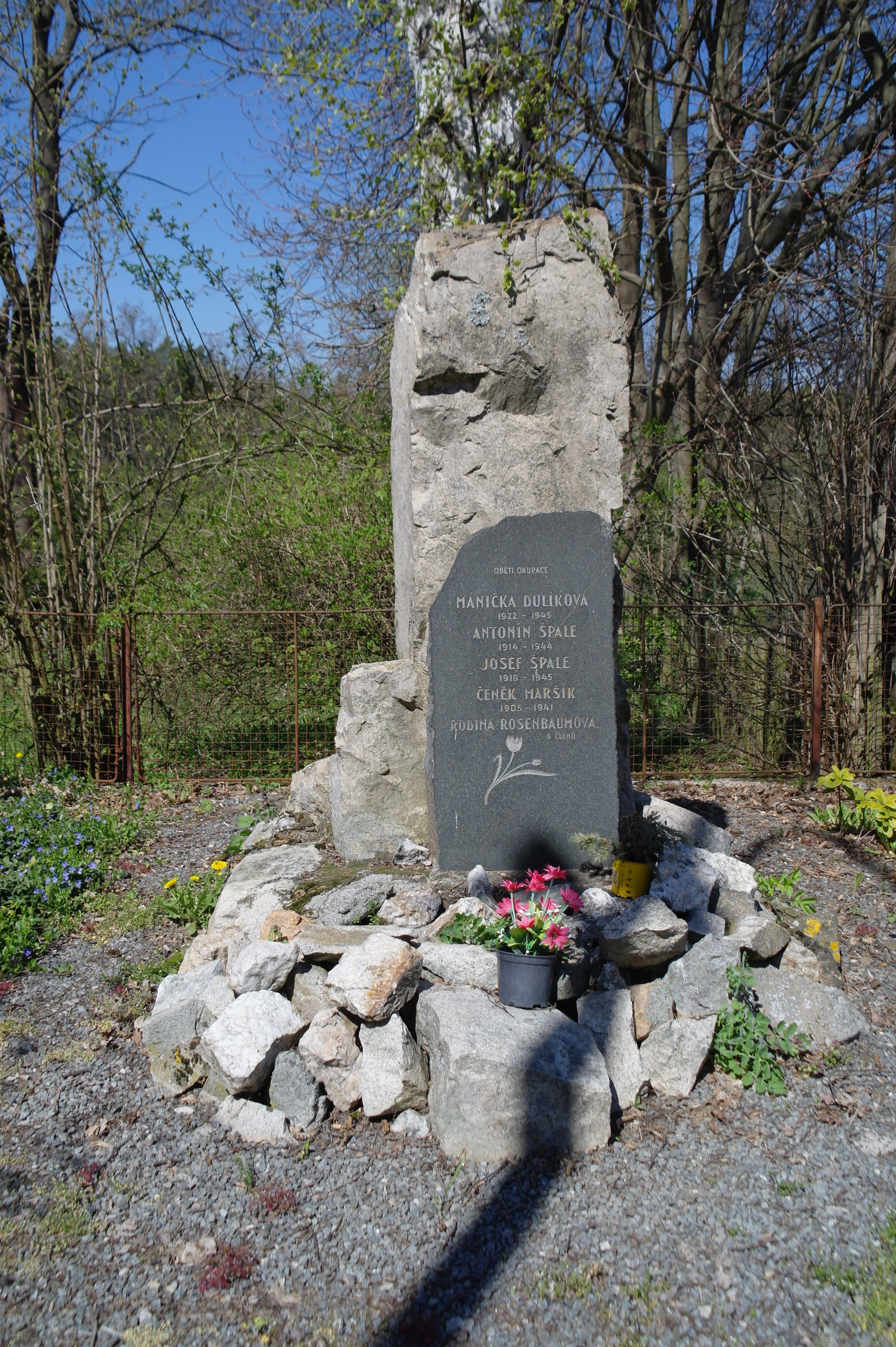
Pomník obětem 2. světové války
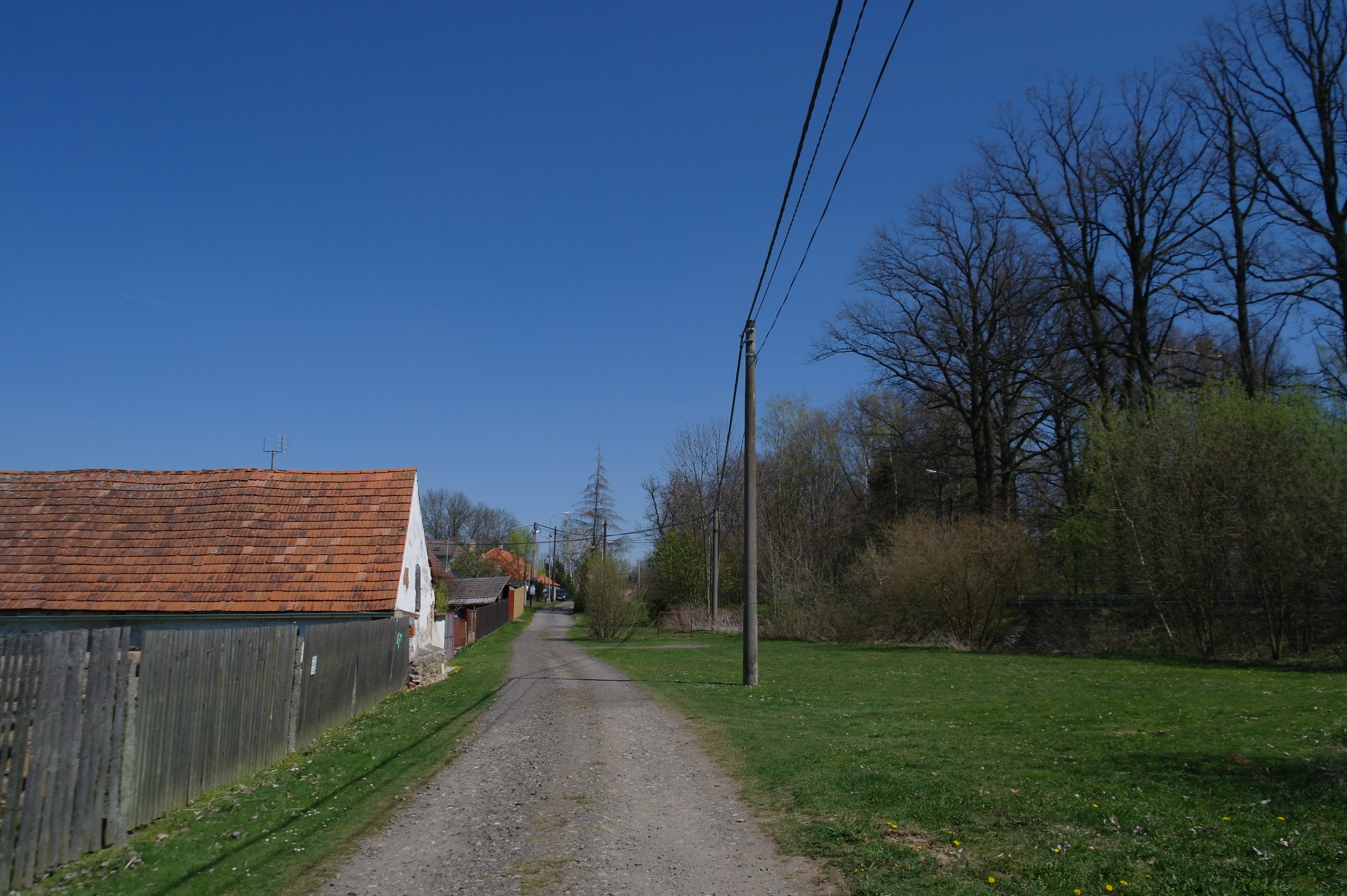
Cesta s domy
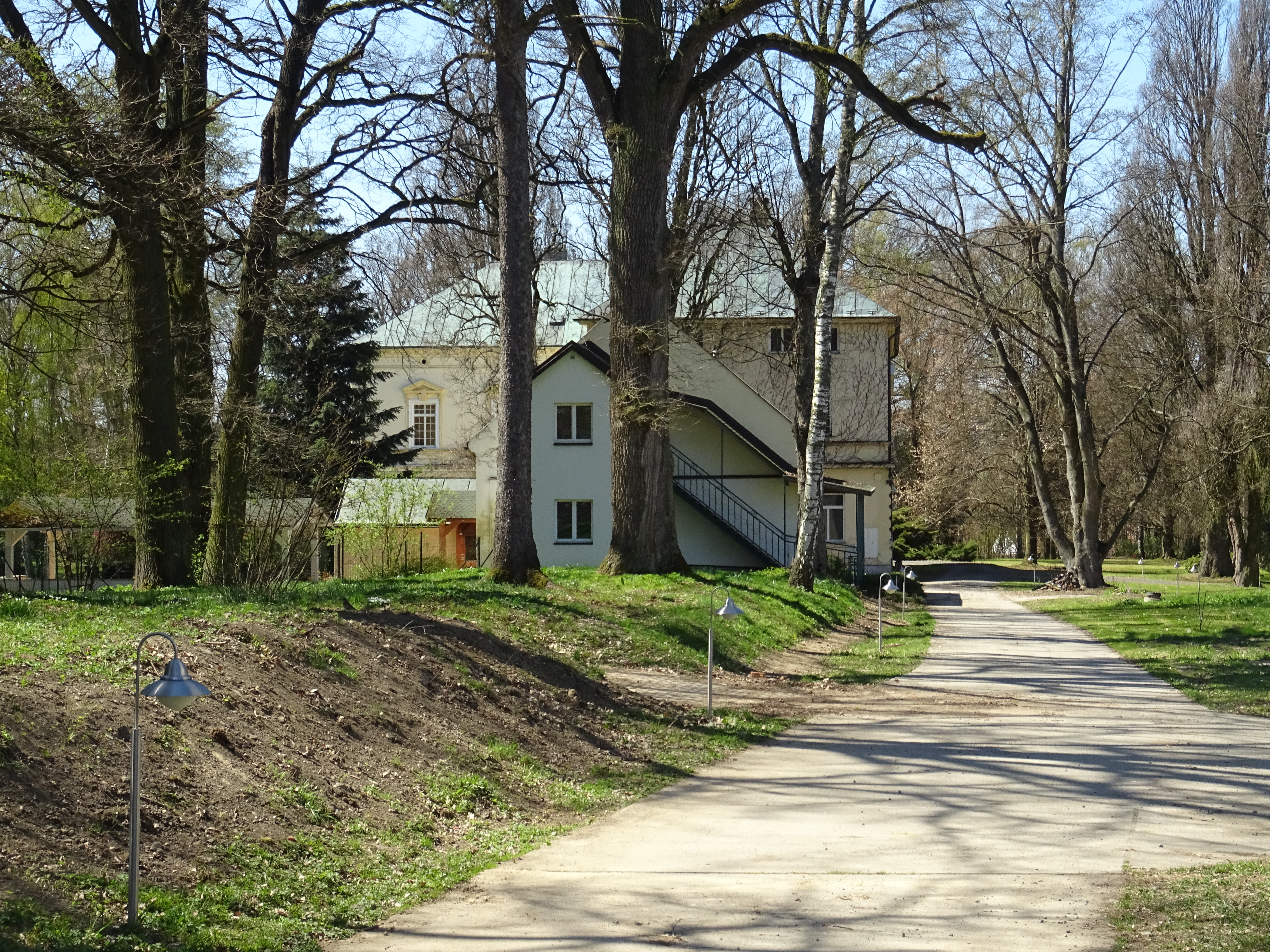
Zámek
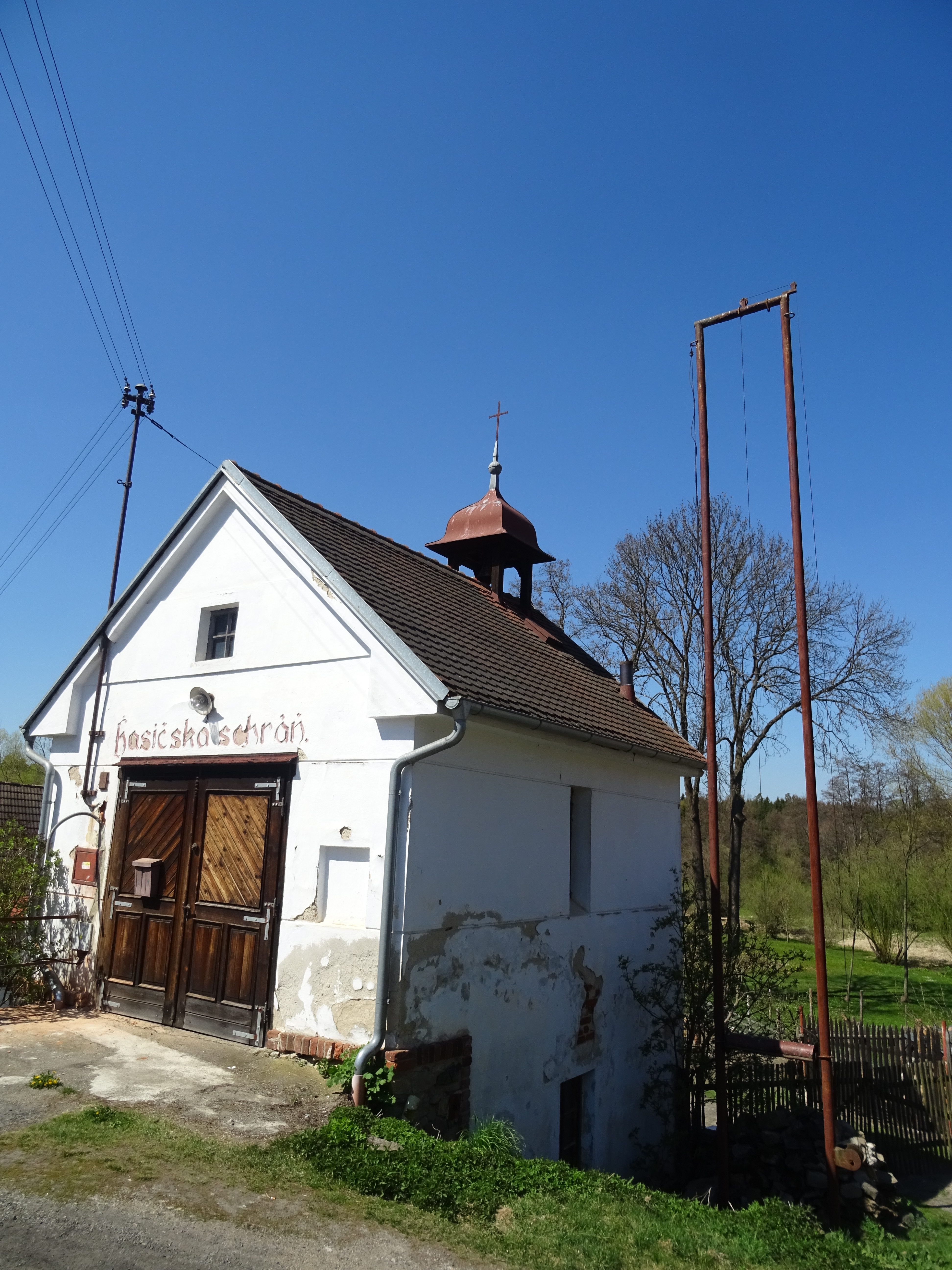
Hasičská zbrojnice
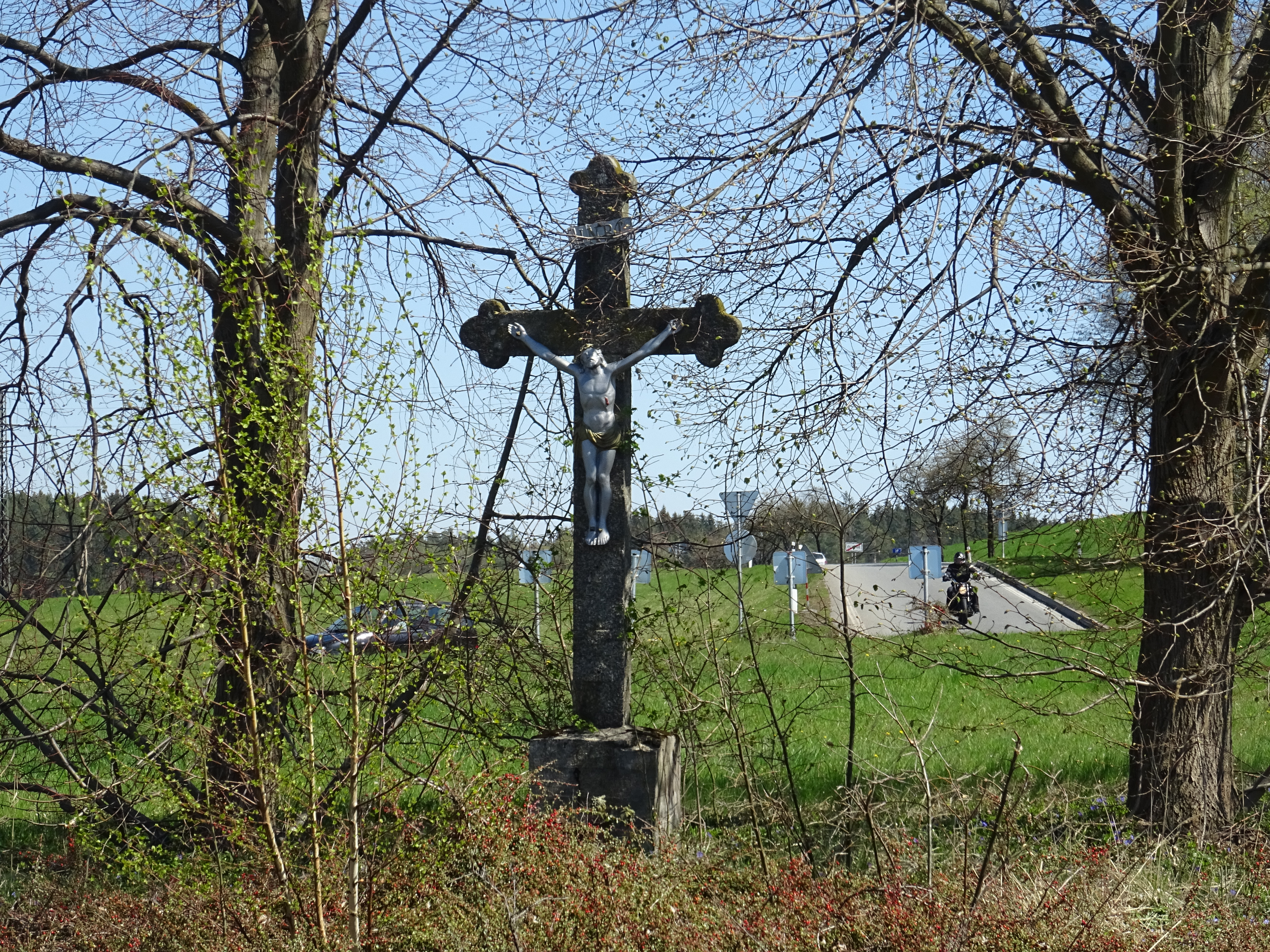
Křížek na kruhovém objezdu
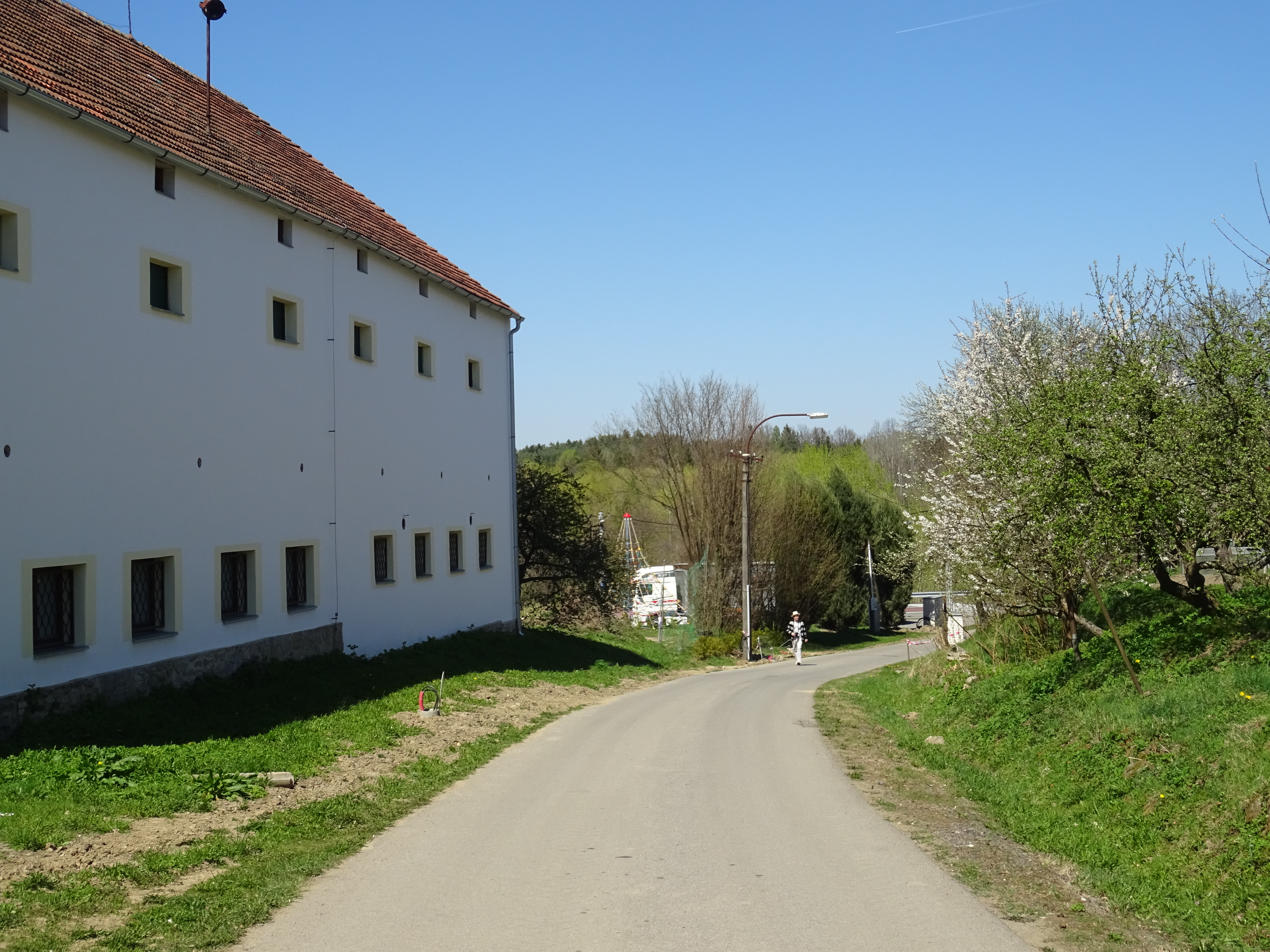
Stavení čp 7